# Liêu Thế Tông
Liêu Thế Tông (chữ Hán: 遼世宗; 25 tháng 12, 918-4 tháng 9, 951 (Âm lịch), 29 tháng 1, 919-7 tháng 10, 951), tên thật là Gia Luật Nguyễn, tự Ngột Dục hoặc Ôi Dục, là vị hoàng đế thứ ba của nhà Liêu. Ông trị vì từ ngày 23 tháng 4 âm lịch năm 947 (tức ngày 16 tháng 5 theo lịch Julius) tới ngày 4 tháng 9 âm lịch năm 951 (tức ngày 7 tháng 10 theo lịch Julius), tổng thời gian trị vì là 4 năm.
Ông sinh ra tại lý Gia Luật, hương Thạch Liệt, bộ Điệt Lạt của người Khiết Đan (nay là khu vực ở phía đông A Lỗ Khoa Nhĩ Thấm kì (Ar Khorchin), Nội Mông Cổ, Trung Quốc). Ông là con trưởng của hoàng thái tử Nhân Hoàng vương (tức Đông Đan vương) Gia Luật Bội, cháu trưởng của Liêu Thái Tổ, cháu gọi Liêu Thái Tông là chú ruột.

## Thuở nhỏ
Năm 916, Gia Luật Bội được phong làm hoàng thái tử, nhưng sau khi Liêu Thái Tổ mất (926) thì ông không được mẹ đẻ là hoàng hậu Thuật Luật Bình (hay Thuật Luật Nguyệt Lý Đóa) cho làm vua mà giành ngôi vị này cho em trai ông là Gia Luật Đức Quang (tức là Liêu Thái Tông), vì thế Gia Luật Nguyễn cũng mất quyền kế vị ngai vàng. Sau bị Liêu Thái Tông chèn ép (như dời đô của nhà nước chư hầu Đông Đan khi đó do ông cai quản từ thành Hốt Hãn về thành Đông Bình, cho người tâm phúc do thám,...) nên tháng 11 âm lịch năm 930 Nhân Hoàng vương Gia Luật Bội đã chạy sang Hậu Đường, cuối cùng bị Lý Tùng Kha sát hại cuối năm 936.

## Vua của Đông Đan

Khu vực do Đại Khiết Đan quốc kiểm soát. Vương quốc Đông Đan được tô màu xanh lam.

Gia Luật Nguyễn còn ở lại Đại Khiết Đan quốc, nhưng ông được Liêu Thái Tông coi như con và được tôn lên làm vua của vương quốc Đông Đan, với Đoan Thuận hoàng hậu Tiêu thị làm nhiếp chính cho ông. Cựu vua Bột Hải là Đại Nhân Soạn tiếp tục phò tá cho vua Gia Luật Nguyễn và nhiếp chính Đoan Thuận hoàng hậu Tiêu thị.
Thời gian này, núi Trường Bạch (Baekdu, Bạch Đầu trong tiếng Triều Tiên) thuộc Áp Lục phủ của vương quốc Hậu Bột Hải tiếp tục phun trào núi lửa một cách khủng khiếp vào thế kỷ thứ X (có khả năng là trong thời gian từ đầu năm 925 đến năm 947). Điều này gây ảnh hưởng nghiêm trọng đến đời sống cư dân Hậu Bột Hải.
Cùng năm 930, các tướng lĩnh của vương quốc Hậu Bột Hải tại Áp Lục phủ và Nam Hải phủ đã tôn thái tử Đại Quang Hiển (con trai của Đại Nhân Soạn) lên làm thủ lĩnh cai trị 2 phủ này. Từ đó vương quốc Hậu Bột Hải chỉ còn cai trị 5 phủ là Long Tuyền phủ, Đồng Châu phủ, Long Nguyên phủ, Hiển Đức phủ và Trường Lĩnh phủ.
Năm 931, Đoan Thuận hoàng hậu Tiêu Thị phái sứ giả từ vương quốc Đông Đan của Gia Luật Nguyễn sang nhà Hậu Đường (đời vua Hậu Đường Minh Tông) để bang giao và triều cống. Một số lượng lớn quân nổi dậy đã nổi lên trên lãnh thổ Bột Hải trước đây sau cuộc chinh phục vương quốc của triều đại nhà Liêu từ năm 926, mặc dù hầu hết đều nhanh chóng bị quân Liêu đánh bại.
Từ năm 932 đến năm 935, Đại Quang Hiển cùng vua của vương quốc Hậu Bột Hải họ Đại (không rõ tên) liên tục phát binh tấn công Liêu Đông phủ, Hoàng Long phủ, Túc Châu phủ, Mạc Hiệt phủ, Thiết Lợi phủ, Doanh Châu phủ, Đông Bình phủ và Súy Tân phủ của vương quốc Đông Đan. Tuy nhiên phần thắng thường nghiêng về vương quốc Đông Đan.
Sau khi chiến bại trước quân đội Đông Đan vào năm 935, vua của vương quốc Hậu Bột Hải họ Đại (không rõ tên) đã bị cựu tri phủ của Nam Hải phủ là Liệt Vạn Hoa (열만화, 烈萬華, Yeol Manhwa) và Ô Tế Hiển (오제현, 烏濟顯, Oh Je-hyeon) của gia tộc Ô tiến hành đảo chính. Vua của Hậu Bột Hải họ Đại đó đã bị lật đổ ngôi vua và bị giết chết ở Tây Kinh (nay là Lâm Giang, Cát Lâm, Trung Quốc). Với sự giúp đỡ của Ô Tế Hiển (오제현, 烏濟顯, Oh Je-hyeon) của gia tộc Ô, Liệt Vạn Hoa đã tự lập làm vua, định đô tại Tây Kinh, đổi tên vương quốc sang Định An, lập ra Định An Quốc trong năm 935.
Một số quý tộc họ Đại người Bột Hải vẫn trấn giữ thành Hốt Hãn (nay là Ninh An, Hắc Long Giang, Trung Quốc) và cai trị Long Tuyền phủ. Họ tuyên bố không phục tùng vua Liệt Vạn Hoa mà tuyên bố độc lập khỏi Định An Quốc, với quốc hiệu vẫn giữ nguyên là Hậu Bột Hải. Như vậy Định An Quốc chỉ cai trị 4 phủ là Long Nguyên phủ, Hiển Đức phủ, Trường Lĩnh phủ và Đồng Châu phủ.
Cựu vua Bột Hải là Đại Nhân Soạn được cho là đã qua đời khi phụng sự cho vương quốc Đông Đan (đời vua Gia Luật Nguyễn), hưởng thọ khoảng 60 tuổi.
Cùng năm 935, Đoan Thuận hoàng hậu Tiêu Thị phái sứ giả từ vương quốc Đông Đan sang nhà Hậu Đường (đời vua Hậu Đường Phế Đế) để bang giao và triều cống.
Cảm thấy không cần thiết để vương quốc Đông Đan tồn tại bên cạnh mình, hoàng đế Gia Luật Đức Quang của Đại Khiết Đan quốc quyết định sáp nhập toàn bộ lãnh thổ vương quốc Đông Đan với 12 phủ (Hoàng Long phủ, Mạc Hiệt phủ, Định Lý phủ, An Biên phủ, Súy Tân phủ, Đông Bình phủ, Thiết Lợi phủ, Hoài Viễn phủ, An Viễn phủ, Liêu Đông phủ, Túc Châu phủ và Doanh Châu phủ) vào lãnh thổ Đại Khiết Đan quốc trong năm 936. Vua Gia Luật Nguyễn và nhiếp chính Đoan Thuận hoàng hậu Tiêu thị của vương quốc Đông Đan trở thành những tông thất của Đại Khiết Đan quốc. Lực lượng chính của quân Liêu cũng rời khỏi khu vực của vương quốc Bột Hải cũ.

## Hoàng đế của Đại Liêu
Năm 946, ông theo Thái Tông đem quân nam chinh, phạt Hậu Tấn Xuất Đế Thạch Trọng Quý. Sau khi chiến thắng trở về, vào tháng 2 năm 947, nhân sự kiện chiến thắng Hậu Tấn, Liêu Thái Tông đặt quốc hiệu là Đại Liêu, đổi niên hiệu thành Đại Đồng và phong ông làm Vĩnh An vương. Ngày 22 tháng 4 ÂL (18 tháng 5) năm ấy, Thái Tông mất tại Loan Thành, ông được quân sĩ ủng hộ lên làm vua, tức là Liêu Thế Tông. Đội quân của ông tranh thủ chiếm Nam Kinh (nay là Bắc Kinh). Khi đó, vì có ý định dựng người con trai thứ ba của Liêu Thái Tổ là Gia Luật Lý Hồ lên làm vua, nên Thuần Khâm thái hậu tại kinh đô của Đại Liêu ở Thượng Kinh (nay là kỳ Ba Lâm Tả ở Xích Phong, Nội Mông Cổ) đã nổi giận sai Lý Hồ đem quân tấn công ông, nhưng bị đội quân của ông đánh bại. Khi tới sông Hoàng Hà thì gặp đội quân do đích thân Thuần Khâm thái hậu Thuật Luật Bình và Lý Hồ chỉ huy, ông sử dụng mưu kế của Gia Luật Ốc Chất để đánh bại. Cuối cùng ông được công nhận là hoàng đế và giam lỏng thái hậu và Lý Hồ tại Tổ Châu.
Tuy thời gian trị vì của Liêu Thế Tông khá ngắn ngủi, nhưng những việc ông đã làm được cho nhà Liêu thì không nhỏ. Do chịu ảnh hưởng của cha đẻ là Gia Luật Bội nên trong thời gian trị vì ông rất tôn sùng văn hóa Trung Hoa và muốn xây dựng một nhà nước phong kiến theo kiểu trung ương tập quyền của người Hán. Vì thế nhà nước Liêu dưới thời ông đã chuyển từ kiểu theo chế độ nô lệ sang chế độ phong kiến. Công việc này được cháu nội ông là Liêu Thánh Tông (trị vì từ năm 982 tới năm 1031) hoàn thành, tạo điều kiện cho xã hội nước Liêu phát triển. Ông trọng dụng hiền thần Gia Luật Ốc Chất, tiến hành nhiều cải cách hành chính, đổi nam diện quan và bắc diện quan thời Liêu Thái Tông thành nam xu mật viện và bắc xu mật viện, phế bỏ nam, bắc đại vương, sau đó lại gộp cả nam và bắc xu mật viện lại thành một xu mật viện. Ông cũng thay đổi hình thức liên minh bộ lạc sang chế độ trung ương tập quyền.
Theo Cựu Ngũ Đại sử, do tác động của vu phun trào núi lửa ở dãy núi Trường Bạch thuộc Định An Quốc (đời vua Liệt Vạn Hoa), ngày 16 tháng 12 năm 947, ngày 25 tháng 12 năm 947 và ngày 6 tháng 1 năm 948 có hiện tượng băng men (xảy ra khi mưa đóng băng hoặc mưa phùn chạm vào bề mặt) ở nhà Liêu (đời vua Liêu Thế Tông) và Hậu Hán (đời vua Hậu Hán Cao Tổ).
Tuy nhiên, từ khi Thế Tông lên ngôi thì cũng phát sinh một vài ý định mưu phản nhằm lật đổ ông, như các cuộc binh biến của Thiên Đức, Tiêu Hàn, Lưu Ca và Bồn Đô năm 948 hay của Tiêu Hàn cùng công chúa A Bất Lý năm 949, gây không ít khó khăn cho hoạt động cai trị. 
Nhiều người tị nạn Bột Hải đã trốn sang Cao Ly (đời vua Cao Ly Quang Tông) do các chính sách ủng hộ Bột Hải vào giữa thế kỷ thứ 10. Trong vài thập kỷ đầu tiên sau khi vương quốc Bột Hải sụp đổ, những người tị nạn Bột Hải đã được triều đình Cao Ly chào đón. Tuy nhiên, có vẻ như rất ít người tị nạn Bột Hải giữ được các vị trí cao ở Cao Ly vì việc phục vụ trong chính quyền nhà Liêu (đời vua Liêu Thế Tông) mang lại nhiều lợi ích hơn. Theo biên niên sử Cao Ly thì chỉ có sáu cái tên của các quan chức cấp cao Cao Ly gốc Bột Hải.
Cuối cùng, vào tháng 9 âm lịch năm 951, vua Liêu Thế Tông bị Thái Ninh vương Gia Luật Sát Cát giết hại khi trên đường đem quân xuống phía nam để phối hợp cùng Bắc Hán tấn công Hậu Chu. Em họ ông là Gia Luật Cảnh (con trưởng của Liêu Thái Tông) lên thay, tức là Liêu Mục Tông.

## Gia đình
- Vợ
  - Tiêu hoàng hậu Tiêu Tát Cát Chích
  - Chân hoàng hậu
- Con
  - Liêu Cảnh Tông Da Luật Hiền
  - Ninh vương Da Luật Chích Một
  - Manh Cổ công chúa